# Charlotte et sa bande
Série
Charlotte et sa bande 2 : Premières Amours
(2007)
Pour plus de détails, voir Fiche technique et Distribution.
Charlotte et sa bande (titre original : Die Wilden Hühner) est un film allemand réalisé par Vivian Naefe (de) sorti en 2006.
Il s'agit de l'adaptation de la série littéraire pour adolescents Die Wilden Hühner de Cornelia Funke, qui comprend alors cinq volumes. Il s'appuie grandement sur le troisième. Seul le moment où la bande est fondée est tiré du premier volume. L'entrée de Wilma dans la bande provient du deuxième volume et est réécrite pour s'adapter au film. Il fera l'objet de deux suites : Charlotte et sa bande 2 : premières amours en 2007 et Charlotte et sa bande : vers l'âge adulte en 2009.

## Synopsis
Les « poules sauvages » Sprotte, Frieda, Trude, Wilma et Melanie sont une bande de filles qui sont fascinées par les poulets de la grand-mère de Sprotte. Elle se battent constamment avec les « pygmées » (Fred, Torte, Steve et Willi), une bande de garçons du même village. Le temps que les poules sauvages passent ensemble est souvent dans le poulailler. Mais quand la grand-mère de Sprotte, mamie Slättberg, veut abattre les poulets, elles veulent sauver les poulets ensemble. Même s'ils ne peuvent pas se supporter au début et se disputent souvent, un lien invisible relie apparemment les deux groupes. Ensemble, ils parviennent à déjouer mamie Slättberg et à sauver les poulets.

## Fiche technique
- Titre : Charlotte et sa bande
- Titre original : Die Wilden Hühner
- Réalisation : Vivian Naefe (de) assisté de Jochen Gosch et Jesper Petzke
- Scénario : Güzin Kar (de), Uschi Reich (de)
- Musique : Annette Focks
- Direction artistique : Susann Bieling
- Costumes : Gabrielle Reumer
- Photographie : Peter Döttling (de)
- Son : Wolfgang Wirtz
- Montage : Hansjörg Weißbrich (de)
- Production : Uschi Reich, Peter Zenk (de)
- Sociétés de production : Bavaria Film
- Société de distribution : Constantin Film
- Pays d'origine :  Allemagne
- Langue : allemand
- Format : Couleur - 35 mm - Dolby Digital
- Genre : Comédie
- Durée : 105 minutes
- Dates de sortie :
  -  Allemagne : 9 février 2006.
  -  Suisse : 9 février 2006.
  -  Autriche : 10 février 2006.

## Distribution
- Michelle von Treuberg : Sprotte
- Lucie Hollmann : Frieda
- Paula Riemann : Melanie
- Jette Hering (de) : Wilma
- Zsá Zsá Inci Bürkle : Trude
- Jeremy Mockridge (de) : Fred
- Philip Wiegratz : Steve
- Martin Kurz (de) : Torte
- Vincent Redetzki : Willi
- Veronica Ferres : Sybille
- Jessica Schwarz : Mme Rose
- Axel Prahl : le père de Willi
- Benno Fürmann : Grünbaum, l'instituteur
- Doris Schade : mamie Slättberg
- Axel Häfner (de) : l'employé de la casse
- Frank Voß (de) : le père de Trude

## Source de la traduction
- (de) Cet article est partiellement ou en totalité issu de l’article de Wikipédia en allemand intitulé « Die Wilden Hühner (Film) » (voir la liste des auteurs).